# Tessère de Gegute
Gegute Tessera
Pour les articles homonymes, voir Gegute.
La tessère de Gegute (désignation internationale : Gegute Tessera) est un terrain polygonal situé sur Vénus dans le quadrangle de Greenaway. Il a été nommé en référence à Gegute, une déesse lituanienne du temps.